# The Office (amerikansk TV-serie)
The Office är en amerikansk komediserie för TV, skapad efter den brittiska originalserien med samma namn, se The Office. Serien producerades av Greg Daniels, känd från bland annat The Simpsons och sändes i USA på TV-kanalen NBC. Serien sändes för första gången i USA den 24 mars 2005 och visades under nio säsonger fram till 2013. The Office har formen av en dokumentär som spelas in på pappersföretaget Dunder Mifflin i den amerikanska staden Scranton. Där följer ett kamerateam de dagliga händelserna på pappersföretaget, som från avsnitt ett kämpar med hotet om nedläggning. 
Serien har blivit oerhört populär i USA och har blivit tilldelad både Golden Globe Award, Emmy Awards och Peabody Awards.

## Karaktärer

### Huvudkaraktärer
- Michael Scott (spelad av Steve Carell) är chef för Dunder Mifflins kontor i Scranton. Michael Scott är oftast mer intresserad av att underhålla sig själv och sina anställda, än att sälja papper. Steve Carell (känd från The 40-Year-Old Virgin, Anchorman med mera) gör en imponerande insats i rollen som Michael Scott, som ofta ställer till det för sig själv och hamnar i pinsamma situationer. Michael Scott tror att han är världens bästa chef - har bland annat köpt en mugg med den texten till sig själv - och vill inget hellre än att vara allas vän på kontoret. De anställda tycker dock att Scott är påfrestande och jobbig. Michael Scott har under säsong två en kortare relation med sin chef Jan Levinson, som han aldrig kan hålla tyst om. Under slutet av säsong tre blir Michael och Jan tillsammans och är under säsong fyra sambor. Steve Carell har också vunnit en Golden Globe för sin insats som Michael Scott.
- Dwight Schrute (spelad av Rainn Wilson) är enligt sig själv "assisting regional manager" men han är egentligen "assistant to the regional manager" till Michael Scott, som för övrigt är Dwights största idol. Dwight ser upp till Michael och vill ha en nära relation till honom. Michael tycker oftast att Dwight är påfrestande, men har ändå stor nytta av honom i vissa situationer. Dwight Schrute är försäljare på kontoret och har sin nemesis i Jim Halpert, efter flera år av flera practical jokes från Jims sida. Dwight Schrute är på sin fritid frivillig sheriff, utövar karate och driver en rödbetsfarm tillsammans med sin kusin Mose. Dwight har på kontoret en mycket speciell kärleksrelation till Angela Martin, som också är anställd på Dunder Mifflin.
- Jim Halpert (spelad av John Krasinski) är försäljare på Dunder Mifflin och får dagarna att gå genom att driva med sin skrivbordsgranne Dwight Schrute eller genom att prata bort tiden med receptionisten Pam Beesly. Jim är länge olyckligt förälskad i Pam och efter säsong två tar Jim beslutet att flytta ifrån Scranton på grund av sina känslor till Pam och börjar i stället att jobba på kontoret i Stamford. Under säsong tre återvänder dock Jim till Scranton efter att kontoren slås ihop. Under säsong fyra blir Jim och Pam till slut ett par.
- Pam Beesly (spelad av Jenna Fischer) är receptionist på Dunder Mifflin i Scranton. Hon är under säsong ett och två förlovad med lagerarbetaren Roy Anderson, men de bryter förlovningen inför säsong tre. Pam är oerhört nära vän med Jim Halpert, som också är hemligt förälskad i Pam. Jim och Pam skapar en relation på kontoret, där de tillsammans driver med Dwight Schrute och skrattar åt internskämt. I säsong fyra blir slutligen Pam och Jim ett par.
- Ryan Howard (spelad av B.J. Novak) startar sin karriär på Dunder Mifflin som vikarie under säsong ett. Michael Scott fastnar direkt för Ryan, vilket bland annat leder till avundsjuka från Dwight Schrute. När Jim Halpert lämnar kontoret under säsong tre befordras Ryan till Jims plats som försäljare. I säsong fyra tar Ryan över ett chefsjobb på huvudkontoret och blir därmed chef över Michael, men blir arresterad för bedrägeri och förlorar sin chefsposition. Skådespelaren BJ Novak är också delaktig i serien på andra sätt, som manusförfattare och medproducent.
- Andy Bernard (spelad av Ed Helms) är inte med förrän i tredje säsongen då han arbetar på Stamford kontoret men blir sedan förflyttad till Scranton. Andy är nästan alltid glad och redo för att hjälpa Michael och Jim att hitta på något roligt, eller spela någon ett spratt. Men Andy kan också bli fruktansvärt arg, för vilket han tvingas gå i anger management terapi. Andy och Dwight var i början mycket irriterade på varandra, de bråkade bland annat om vem som hade högst auktoritet på kontoret och båda var dessutom förtjusta i Angela Martin, som Andy också var förlovad med. Men efter att de bestämt att ingen skulle vara med henne blev de ganska goda vänner.

### Ekonomi
- Angela Martin (spelad av Angela Kinsey) är ekonom på Dunder Mifflin, och har en komplex kärleksrelation till Dwight Schrute. Angela är väldigt konservativ, och är öppet dömande mot sina kollegor. Hon är även besatt av katter, varav hon har flera, och är osäker över sin längd.
- Oscar Martinez (spelad av Oscar Nuñez) är ekonom på Dunder Mifflin. Oscar är en av de mer sansade personerna på kontoret. Oscar är homosexuell, någonting som leder till många stela situationer när Michael vill bevisa sin "tolerans".
- Kevin Malone (spelad av Brian Baumgartner) är ekonom på Dunder Mifflin. Kevin anses vara lite obehaglig, och inte särskilt intelligent.

### Försäljare
- Stanley Hudson (spelad av Leslie David Baker) är en av Dunder Mifflins äldre anställda. Stanley har en särskilt dålig relation till Michael, och löser hellre korsord än att vara med på kontorsaktiviteter.
- Phyllis Lapin (spelad av Phyllis Smith) är försäljare och före detta klasskamrat till Michael. Hon gifter sig så småningom med en kylskåpsförsäljare vid namnet Bob Vance.

### Övriga anställda
- Meredith Palmer (spelad av Kate Flannery) - kundrelationsansvarig. Utanför kontoret har Meredith en vild livsstil, och pratar väldigt öppet om sitt sexliv, till hennes medarbetares obehag.
- Kelly Kapoor (spelad av Mindy Kaling) - kundserviceansvarig. Kelly pratar konstant och är inte särskilt smart, men är dock väldigt manipulativ. Hon och Ryan blir tillsammans och gör slut ett flertal gånger under seriens gång.
- Creed Bratton (spelad av Creed Bratton) - kvalitetsansvarig och en av de konstigare typerna på Dunder Mifflin. Enligt Creed själv var han hemlös, en hippie på 60-talet och inblandad i flera olika sekter, både som följare och ledare. Creed är även kriminell, han har detaljerad kunskap när det gäller droger och dyker vid ett tillfälle upp på kontoret täckt i blod.
- Holly Flax (spelad av Amy Ryan) - personalansvarig. Hon och Michael är extremt lika varandra i personlighet, och blir så småningom ett par.
- Darryl Philbin (spelad av Craig Robinson) - lageransvarig.

### Övriga
- Jan Levinson-Gould (spelad av Melora Hardin) - tidigare chef på huvudkontoret och före detta sambo med Michael.

### Tidigare anställda
- Karen Filippelli (spelad av Rashida Jones) - försäljare, nu Regional Manager på kontoret i Utica.
- Roy Anderson (spelad av David Denman) - lagerarbetare, blir sparkad i säsong tre. De första två säsongerna är han förlovad med Pam.
- Toby Flenderson (spelad av Paul Lieberstein) - personalansvarig, slutar i säsong 4 och flyttar till Costa Rica. Han kommer tillbaka i säsong 5 då Hollys och Michaels romans avslöjas och Holly blir omplacerad. Michael avskyr Toby av okänd anledning.

## Webisodes
Mellan TV-sändningarna av säsong 2 och 3 stillades The Office-begäret genom NBC:s hemsida, där man under en tioveckorsperiod släppte ett kort avsnitt i veckan. Dessa avsnitt handlade om de tre redovisarna Angela, Oscar och Kevin, som skulle finna 3000 dollar som saknades. Webisodes finns att se på NBC:s hemsida.
Under sommaren 2008, mellan säsong 4 och 5 sändes fyra nya Webisodes på NBC:s hemsida. Dessa handlade om redovisaren Kevin och hans spelskulder, där han tog hjälp av olika anställda för att kunna betala. Mitt under säsong 5, under hösten 2008, sändes fyra nya webisodes, som handlade om redovisaren Oscar och hans kärleksliv.

## DVD-releaser
De fyra första säsongerna av The Office har släppts på DVD i Sverige. Den första säsongen innehåller de sex avsnitten samt borttagna scener. Den andra säsongen innehåller de 22 avsnitten, borttagna scener, bloopers, kommentarer och mycket annat. Den tredje säsongen innehåller 24 avsnitt, borttagna scener, bloopers mm. Säsong fyra innehåller 19 avsnitt.